# Ketogena dijeta
Ketogena dijeta je poseban način prehrane koji se temelji na stanju ketoze, u koji organizam stupa nakon određenog vremena od početka primjenjivanja ovakvog tipa prehrane. Kada jednom tijelo uđe u stanje ketoze, umjesto šećera primarni izvor energije postaju masti.

## Način djelovanja
Ketogeni način prehrane temelji se na procesu zvanom ketoza. Radi se o posebnom stanju organizma, koji je karakteriziran povišenom razinom ketona u krvi, do čega dolazi zbog pretvorbe masti u masne kiseline i ketone. Do ove pojave dolazi kada organizam kroz određeno razdoblje dobiva vrlo male količine ugljikohidrata. Kada se započne s ketogenim načinom prehrane, tijelo prolazi kroz više promjena, tj. prilagodbi. Nakon otprilike 48 sati od početka ovog načina prehrane, organizam počinje koristiti ketone kako bi efikasnije koristio energiju skladišteno u masnim stanicama. Drugim riječima, primarni izvor energije za organizam prestaju biti ugljikohidrati (tj. glukoza), dok njihovo mjesto zamjenjuju masti, tj. masne kiseline. Zbog toga za vrijeme ketoze nije problem jesti hranu s većim udjelima masnoće, nego što bi se inače činilo razumnim. Za vrijeme ove dijete stoga i prevladava hrana bogata mastima i proteinima, a siromašna ugljikohidratima kako bi se stanje ketoze i održalo za vrijeme kada je potrebno. Na ovaj način tijelo ubrzano gubi na težini (i to prvenstveno na masnoći). Osim masnoća, gubitak na razini proteina, tj. mišića je minimalan pošto velika većina hrane koja se konzumira za vrijeme ketoze, sadrži i relativno velike količine proteina.

## Trajanje
Iako ketoza jest temelj ketogenog načina prehrane, u svojem najstrožem obliku ne mora trajati dugo. Stanje ketoze može se održavati sve do kad se tjelesna težina ne bude svega nekoliko kilograma viša od one koju ste uzeli kao cilj. Tada se postepeno uvode namirnice s nešto višim udjelom ugljikohidrata (riža, grah, manje količine kruha ili tjestenine, grašak…). U tom periodu bilo bi vrlo korisno voditi dnevnik prehrane, u kojem biste bilježili dnevnu količinu ugljikohidrata koje ste unijeli u organizam. Na taj način može se odrediti maksimalnu količinu ugljikohidrata koju možete unijeti u organizam a da ne dobivate na tjelesnoj težini. Jednom kada se taj parametar otkrije, većinom prestaju postojati problemi s prehranom, jer se do tog momenta stekne navika vođenja računa o kalorijama i količinama ugljikohidrata, proteina i masti koje se unose dnevno, a uz korisna posljedica je i bolje upoznavanje vlastitog organizma, u smislu maksimalnog „dozvoljenog“ dnevnog unosa. Na taj način, ketogena dijeta može biti samo postupak učenja navika koje mogu onemogućiti vraćanje na staru eventualno problematičnu razinu.

## Prehrana na ketogenoj dijeti
Pošto je na ketogenoj dijeti važno unositi vrlo male količine ugljikohidrata, prevladava većinom hrana temeljena na siru, jajima, mesu i ribi. Sve navedene namirnice većinom sadrže vrlo malo ugljikohidrata, te su zbog toga prihvatljive za postizanje ketogene dijete. Uz navedeno, vrlo je važno jesti i dovoljne količine povrća, zbog unosa vlakana, vitamina te drugih esencijalnih tvari u organizam. Pod povrćem se ovdje prvenstveno podrazumijevaju krastavci, zelena salata, kupus (kiseli ili svježi) i slično. Neke namirnice koje sadrže veće količine ugljikohidrata na ketogenoj prehrani treba izbjegavati. To uključuje povrće poput krumpira, žitarice poput riže te grahorice poput graha, graška i slično.

## Vanjske poveznice
- Ketogena dijeta  Arhivirana inačica izvorne stranice od 11. ožujka 2010. (Wayback Machine) Domaća stranica koja se bavi ovim načinon prehrane.